# Morikawa Kyoriku

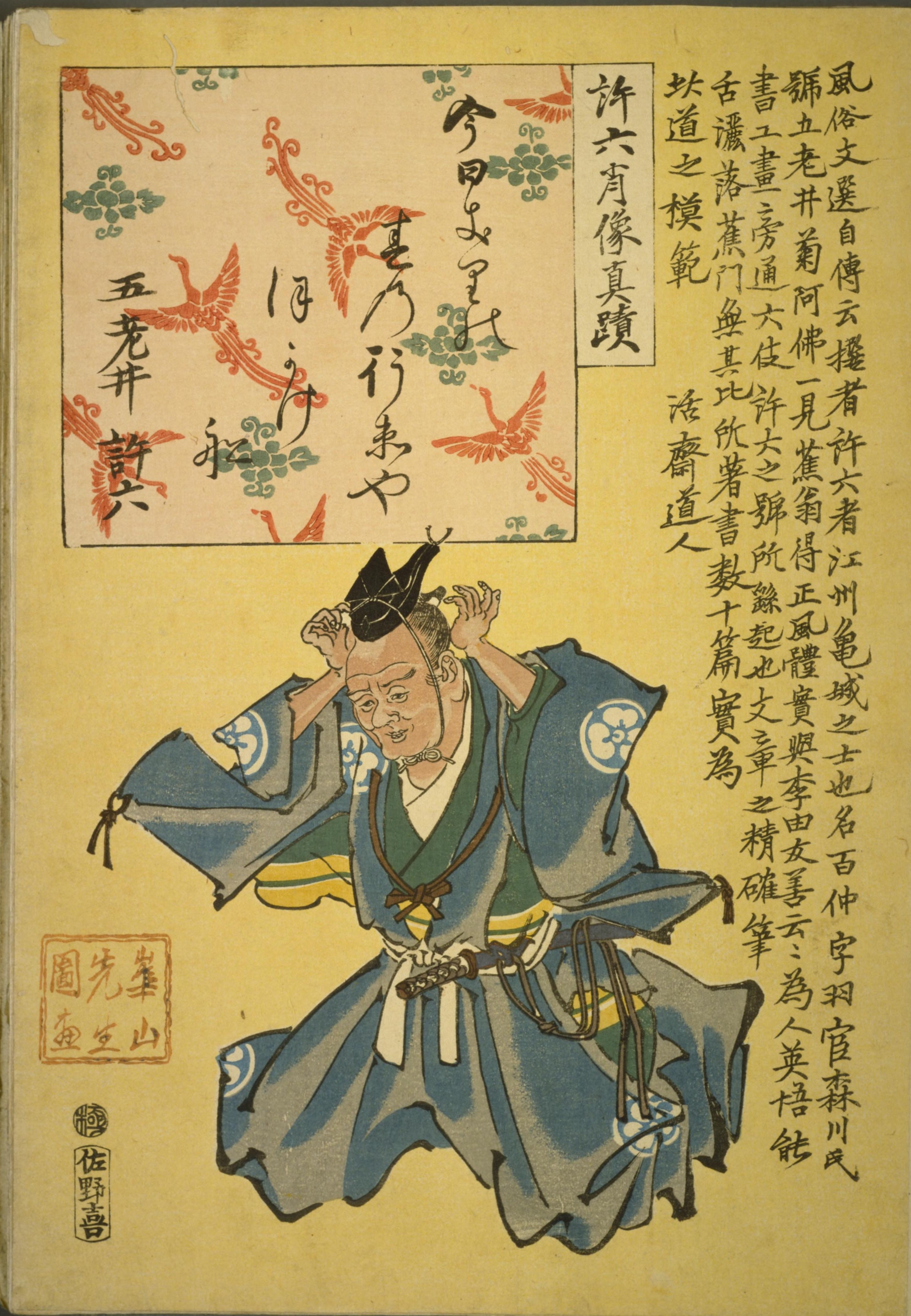
Morikawa Kyoriku

Morikawa Kyoriku (japanisch 森川 許六, Vorname auch Kyoroku gelesen; geboren 1. Oktober 1656 in der Provinz Ōmi; gestorben 23. September 1715) war ein japanischer Haiku-Dichter der frühen Edo-Zeit.

## Leben und Wirken
Morikawa Kyoriku war ein Samurai der Hikone-Domäne in der Provinz Ōmi (heute Präfektur Shiga) mit einem Einkommen von 300 Koku. Er traf den Haiku-Meister Matsuo Bashō zum ersten Mal im August 1692, als er in Edo Dienst hatte. Als er ihm damals mehrere Haiku zeigte, lobte Bashō besonders ein Haiku: „Herbstwind, bei dem zehn Knödel nicht klein werden.“ Auch im „Kyoraisho“ steht, dass Bashō dieses Haiku sehr schätzte. Danach, während der neun Monate, bis er im Mai des folgenden Jahres in seine Heimatstadt zurückkehrte, besuchte er häufig Bashō in seiner Freizeit von offiziellen Pflichten und erhielt direkten Unterricht. Bashō besuchte die Unterkünfte auch mehrmals.
Kyoroku war geschickt im Malen, und es scheint, dass Basho beim Unterrichten von Haikai (俳諧) Malunterricht erhielt. Jedenfalls nannte er Kyoroku seinen Meister in der Malerei. Nach seiner Rückkehr in seine Heimatstadt hatte Kyoroku keine Gelegenheit, Bashŏ wieder zu treffen. Aber es scheint, dass er davon überzeugt war, dass er bereits in dieser Zeit die Essenz des Haikai im Bashō-Stil gelernt hatte.
Es heißt, dass Kyoroku sich auch für die Kampfkunst, die Kunst der Samurai, begeisterte und geschickt mit Speeren, Schwertern und Pferden umging. Allerdings war er nicht mit guter Gesundheit gesegnet, das Bild von Watanabe Kazan (1793–1841) scheint das anzudeuten. Selbst in einem schlechten Zustand verlor er jedoch nicht seinen Stolz und seinen Geist als Samurai. Er verließ die Welt mit der Abschiedsbotschaft: „Ich dachte, ich würde als Ungeschickter sterben, aber ich werde gut sterben, wenn ich gut bin.“.
Kyoroku hinterließ illustrierte Werke wie „Oku no Hosomichi angya-zō“ (奥の細道行脚像), also eine bebilderte Ausgabe des „Oku no Hosomichi“. Er wird zu den „Zehn besten Schülern von Bashō“ (蕉門十哲, Shōmon jittetsu) gezählt.